# Мінімальна гармонізація
Мініма́льна гармоніза́ція — термін, який використовується в законодавстві Європейської Унії.
Мінімальна гармонізація описує частину права (зазвичай директиви, але іноді регламенти), яка встановлює порогове значення, якому має відповідати національне законодавство. Національне законодавство держав-членів ЄУ може перевищувати умови закону про мінімальну гармонізацію.
Значна частина законодавства ЄУ була впроваджена на основі мінімальної гармонізації, оскільки це може бути легшим для досягнення згоди, дозволяючи існуючому національному законодавству держав-членів ЄУ щодо таких питань, як захист споживачів або довкілля залишатися в силі.
Останніми роками тягар законодавства ЄУ призвів до закликів до дерегуляції та звинувачень у тому, що деякі країни-члени вдаються до протекціонізму, імплементуючи директиви в національне законодавство держав-членів ЄС шляхом перевищення регулювання. Таким чином, на протилежному кінці спектру регулювання зростаюча меншість законодавства ЄУ містить положення про максимальну гармонізацію.
Досить часто директива чи рекомендація складаються з суміші положень про мінімальну та максимальну гармонізацію.